# 井上孝治郎
井上 孝治郎（いのうえ こうじろう、1899年 - 1996年）は、日本の外交官。外務省経済局長や、内閣総理大臣秘書官、駐トルコ特命全権大使、日本ユネスコ国内委員会事務総長などを務めた。

## 来歴
東京出身。旧制暁星中学校を経て、1922年東京商科大学（現一橋大学）予科卒業。1925年同大学学部卒業、外務省入省。外務大臣官房文書課長、外務省総務局付大使館参事官等を経て、1945年外務省戦時経済局長。同年日本の降伏に伴う改組により外務省経済局長。1946年外務省調査官。1947年終戦連絡中央事務局経済部長。1948年外務省特別資料部長。1949年内閣総理大臣秘書官。1950年九州連絡調整事務局長、九州地方連絡協議会会長。同年初代在ローマ在外事務所所長、国際連合食糧農業機関総会日本政府代表代理。1952年駐イタリア特命全権公使兼臨時代理大使。同年駐ヴァチカン特命全権公使。1955年駐アルゼンティン特命全権大使。1958年日韓全面会談日本政府代表。1959年駐トルコ特命全権大使。1962年文部省日本ユネスコ国内委員会事務総長、国際連合教育科学文化機関総会日本政府代表。1967年退官。1972年勲一等瑞宝章受章。1996年叙正三位。